# سد شیاووان
سد شیاووان (به لاتین: Xiaowan Dam) یک سد قوسی و نیروگاه برقابی در چین است.